# Lanicides tribranchiata
Lanicides tribranchiata är en ringmaskart som beskrevs av Anne D. Hutchings och Glasby 1988. Lanicides tribranchiata ingår i släktet Lanicides och familjen Terebellidae. Inga underarter finns listade i Catalogue of Life.